# Monaco au Concours Eurovision de la chanson 1965
Monaco a participé au Concours Eurovision de la chanson 1965 le 20 mars à Naples, en Italie. C'est la 7e participation monégasque au Concours Eurovision de la chanson.
Le pays est représenté par Marjorie Noël et la chanson Va dire à l'amour, sélectionnés en interne par Télé Monte-Carlo.

## Sélection
Le radiodiffuseur monégasque, Télé Monte-Carlo (TMC), choisit l'artiste et la chanson en interne pour représenter Monaco au Concours Eurovision de la chanson 1965.
Lors de cette sélection, c'est la chanson Va dire à l'amour, écrite par Jacques Mareuil, composée par Raymond Bernard (également chef d'orchestre) et interprétée par la chanteuse française Marjorie Noël qui fut choisie.
| Ordre | Interprète    | Chanson           | Langue   |
| ----- | ------------- | ----------------- | -------- |
| 1     | Marjorie Noël | Va dire à l'amour | Français |

## À l'Eurovision
Chaque jury national attribue un, trois ou cinq points à ses trois chansons préférées.

### Points attribués par Monaco
| 5 points | France   |
| 3 points | Italie   |
| 1 point  | Portugal |

### Points attribués à Monaco
| 5 points      | 3 points | 1 point                |
| ------------- | -------- | ---------------------- |
| - Royaume-Uni |          | - Suisse - Yougoslavie |

Marjorie Noël interprète Va dire à l'amour en 9e position, suivant la Belgique et précédant la Suède.
Au terme du vote final, Monaco termine 9e sur les 18 pays participants, ayant reçu 7 points,.